# 來新夏
來新夏（1923年7月21日—2014年3月31日），号弢盦，書齋名邃谷，男，浙江蕭山人，生於杭州，中國文史學者。在北洋军阀史、方志学、图书文献学领域有着杰出贡献。

## 生平
1923年，农历六月初八，來新夏出生于杭州市中城三元坊，原籍萧山县长河镇，父親来大雄，五歲起随身为俞樾弟子的祖父来裕恂读书，接受傳統蒙學教育直至七歲北上天津。
1929年，七歲的來新夏因父親供職天津北宁铁路局而隨母北上，9月初入扶轮小学就讀。1931年9月間，因父親工作變動，來新夏隨母親暫返蕭山，寄居西兴镇外祖家，在铁陵关小学读三年级。1932年9月，父親仍在天津供職，隨母親返回天津，在究真中学附屬小學。1933年，6月中父親就職昆山，7月初來新夏隨母遷往昆山，8月底父親轉去南京鐵道部任職，全家遷往南京，來新夏轉入南京新菜市小学就讀，于1935年。1934年起，祖父從《古文觀止》中選出部分篇章編爲《古文选钞》，來新夏開始學習《古文选钞》。1935年6月于南京新菜市小学畢業后，9月考入金陵大學附屬中學。1936年4月，父親回天津北宁铁路局供職，母親與二弟來新陽隨行，來新夏因期中轉學不便而寄宿中學宿舍，由於無人管束，來新夏經常曠課，讀了大量中外小説，以致學期結束兩門課程不及格，來新夏隻身北上，因學業不佳受父母冷遇逾月。1936年9月，入究真中學讀書，重讀初中一年級，來新夏自此發奮學習，從此至大學畢業，成績未出前三。1937年7月底，因日軍侵華，全家逃難，8月間全家居於法租界，9月，考入旅津廣東中學读书。1939年，來新夏修完了《古文选钞》，開始學習《古文觀止》，9月升入高中，后在国文老师谢国捷（谢国桢六弟）指导下完成了其第一篇史學論文《汉唐改元释例》的初稿。1940年10月，全家遷入樓房，來新夏命名為“邃谷楼”，并撰《邃谷楼记》交予祖父修訂，自此后來新夏雖然居所不定，但書齋始終名為“邃谷”。
1942年考入輔仁大學歷史系，期间得到了陈垣、张星烺、启功、余嘉錫、朱师辙、柴德赓、赵光贤等人的指点，每年均以全班第一名成績得“勤”字獎章與獎學金，跨系選修了余嘉錫的《目錄學》課程，并與國文老師启功結下了親密師生關係。
1946年2月，来新夏因已有家室，且畢業論文基本完成，意圖小補生計，经好友陈鍫介绍，在世界科學社的《文艺与生活》杂志任助理编辑至6月，參與第1期到第3期編稿工作，5月从輔仁大學毕业，毕业论文《汉唐改元释例》由时任校长的陈垣亲自指导。畢業後，短暫失業，1947年2月，經親友介紹在在华北兴业公司担任文秘工作，收入僅供一人生活，半年後公司倒閉，下半年仍賦閑在家。1948年，來新夏應聘至天津新学中学任教师。
天津解放后，1949年3月，來新夏與同事張公骕（張之萬嫡孫）被華北民主青年联合会推薦，接受南下工作培訓，进入华北大学第二部学习，来新夏受到革命熱情鼓舞，一度改名“禹一宁”，以列宁自居。同年9月，培訓期滿後，來新夏被副校长范文澜挑選入其主持的历史研究室，并成为其研究生，主攻中国近代史。1949年建國後，华北大学历史研究室改爲中国科学院历史研究所第三所，来新夏任研究实习员，開始整理北洋軍閥檔案並对北洋军阀史产生兴趣。
1951年春，由南開大學歷史系主任吳廷璆與范文瀾商定，來新夏进入南開大學任教，並替代了一度赴朝鮮慰問的吳廷璆的中國近代史教學任務，逐渐由助教升为歷史學教授。來南開后，來新夏繼續在北洋軍閥史上的研究，并于1952年在《历史教学》杂志上接连发表了讲课记录《北洋军阀统治时期》，正式進入北洋軍閥史研究領域。不久，來新夏受命籌劃《中国近代史资料丛刊·北洋军阀》，在天津地區搜集了許多資料，但后因人事變動而中斷。经荣孟源推荐，來新夏應湖北人民出版社之邀，開始撰寫北洋軍閥史專著。1957年，來新夏完成、出版了《北洋军阀史略》，并引起了海外學者注意，明治大学岩崎富久男教授將其翻譯為日語引入日本。1958年6月，中華書局將《林則徐全集》全部書稿交予來新夏審閲以便出版，來新夏見資料豐富開始著手編寫《林則徐年譜》。
1960年9月，來新夏因曾在《文艺与生活》杂志工作在审干运动中被“内控”长达十八年，期间被剥夺教学和研究工作的权利，不能参与社会活动也无法撰写署名文章。之后，来新夏开始修订《林则徐年谱》，1961年將初稿30万字修訂完成，1962年完成了50万字的《清人年谱知见录》和《结网录》等草稿本，1964年在《清人年谱知见录》基础上完成《近三百年人物年谱知见录》定稿。文化大革命开始，1966年8月7日蔓延至南開大學，八七開花，來新夏和郑天挺等十七人被當作南開大學首批牛鬼蛇神被剝奪人身權利，開始勞動改造，8月中下旬红卫兵以掃四舊名義毀壞了其藏書及《林则徐年谱》《清人年谱知见录》《结网录》《清人笔记随录》等手稿。1970年農曆生日當天，来新夏被勒令擕妻李贞到天津南郊区太平村公社翟庄子大队插队落户，只有巩绍英親自來送，並勉勵其重寫《近三百年人物年谱知见录》。下放后，来新夏每晚整理残稿《林则徐年谱》及《近三百年人物年谱知见录》。1973年2月，因《林则徐年谱》及《近三百年人物年谱知见录》殘稿基本整理完成，開始編寫《古典目录学浅说》，次年3月基本編寫完成。1974年9月，來新夏返回天津，被安置學校農場由牲口棚改造的簡易平房内，年餘方才遷入校内。
1976年，調回历史系中国古代史教研室。1978年10月，南开大学历史系党总支宣佈為八七開花中受迫害的十七人平反。1979年3月，來新夏得以恢復教學工作，由于历史系内人士阻扰，来新夏调出历史系，同年来新夏在南開大學分校创立图书馆学专业，並自任主任。1981年4月，晉升為副教授，10月，《林则徐年谱》、《古典目录学浅说》分别由上海人民出版社、中华书局出版。1983年4月，《近三百年人物年谱知见录》由上海人民出版社出版，6月8日，晋升教授，8月，主编的《方志学概论》由福建人民出版社出版。1984年1月，被任命为南开大学图书馆系主任；2月，被任命为校图书馆馆长（1990年1月離任）；8月，被任命为校出版社社长兼总编辑（1990年3月離任）。1983年，在湖北人民出版社邀约下，增订《北洋军阀史略》并出版。1992年，離任南开大学图书馆学情报学系系主任。
2002年6月8日，“来新夏教授学术研讨会”在天津召开，到会学者近二百人。2003年10月15日，妻李贞去世。2004年10月22日，与焦静宜登记结婚。2007年2月1日、2日、3日，萧山来新夏方志馆、来新夏著述专藏阅览馆分别开馆，3日，来新夏民众读书室在绍兴县群贤村揭牌。2014年3月1日起住院治疗，3月31日下午3時10分因心衰抢救无效去世。

## 学术成就
來新夏在北洋军阀史、古典目录学、方志学上多有建樹，自稱“一生主要干了三件事。第一件事，研究北洋军阀史；第二件事，研究古典目录学；第三件事，研究方志学”，被譽爲“縱橫三學”。

### 中國近代史
來新夏在歷史學上的研究，主要集中在清朝中晚期到民國時期。建國后，在范文澜指导下，以马克思主义为指导发表了《太平天国底商业政策》一文，之后还发表了《中日马关订约之际的反割台运动》、《第一次鸦片战争对中国社会的影响》、《谈民国初年白朗领导的农民起义》等文章，直到六十年代被迫转向目录学研究。
来新夏开拓了北洋军阀史的新领域，在1957年出版了该领域第一部专著《北洋军阀史略》，并被明治大学教授岩崎富久男引进至日本。七十年代末，政治气氛开始宽松，来新夏重新开始了北洋军阀史研究。1983年，在《北洋军阀史略》基础上增订出版了《北洋军阀史稿》。之后，与其学生共同编纂了《中国近代史资料丛刊•北洋军阀》，共达300余万字，在1987至1993年间分五册陆续出版。从1994年开始，来新夏与他人合作，开始《北洋军阀史》的编纂工作，耗时六年后于2000年出版。
来新夏撰写了《林则徐年谱》，该手稿曾遭焚毁，但有草稿混于乱纸堆中得以幸免而重新整理以恢复旧观。1982年，在汤纲引荐下，上海人民出版社出版了其《林则徐年谱》，约34万字，征引资料160余种，为新中国成立以来第一部林则徐年谱。之后，来新夏将其增订，增订后约45万字，征引国内外资料220余种，引入了新发现的手札、碑刻等文物资料，由上海人民出版社再版。1997年，在南开大学出版社出版了《林则徐年谱新编》，约67万字，征引资料270余种。2002年9月，完成《林则徐全集》编纂工作。
此外，《中国近代史述丛》和《结网录》也收入有来新夏有关清史和近代史的论文。

### 图书文献学
來新夏在輔仁大學時就曾聼過余嘉錫的《目錄學》課程，在下放期間來新夏進一步學習了古典目錄學的相關内容，并完成了《近三百年人物年谱知见录》《古典目录学》两部目录学专著。
此外，来新夏还致力于图书馆学研究，创立南开大学图书馆学专业，并担任过图书馆系主任、校图书馆馆长，写有《中国古代图书事业史》，主编了《图书馆学情报学系列教程》，并组织人员共同编写了《图书馆学情报学档案学简明辞典》。
來新夏还曾亲自参与古籍整理工作，担任《中国史学名著选》中《史记选》的标点、注释工作，此外还整理校点了《阅世编》、《闽小纪、闽杂记》、《清嘉录》等古籍。

### 方志學
来新夏其祖父来裕恂，曾两度参与《萧山县志》的编纂工作，并于1948年的艰苦时期一手完成民国时期最后一部志书《萧山县志稿》。二十世纪六十年代，来新夏参与了河北省《丰润县志》、霸县《东台山志》、盐山《南吁志》等地方志的编写工作。后在新方志推动者梁寒冰的动员下，来新夏有感家学开始全国修志筹备工作，但中途因文化大革命而暂停，梁寒冰、来新夏也受到了批斗。文化大革命结束后，重新发动全国的修志工作，来新夏在1983年主持编写了《方志学概论》；1993年夏，来新夏应南开大学出版社邀请，出版了《志域探步》；之后，应台湾商务印书馆邀请，对《志域探步》进行全面增补和修订，撰成《中国地方志》一书，成为其方志学代表著作。
来新夏最早提出新编地方志的四个标准，即政治标准、论述标准、资料标准、结构与文字标准。1984年，经国家教育委员会古籍整理研究工作委员会批谁，来新夏在南开大学成立了地方文献研究室，自任主任。

### 學術隨筆
來新夏晚年撰有學術隨筆二十多種，包括《冷眼热心》、《路与书》、《依然集》、《枫林唱晚》、《邃谷谈往》、《一苇争流》、《来新夏书话》、《出枥集》、《且去填词》等，共計達四百多萬字。

## 著作
来新夏著作相对较多，以下列出其部分著作。此外，来新夏听陈垣课之笔记也曾出版，可见于陈垣《中国史学名著评论》（商务印书社，2014）。

### 专著
- 《清人筆記敍錄》
- 《近三百年人物年譜知見錄》
- 《古典目錄學》
- 《林則徐年譜新編》
- 《北洋軍閥史》
- 《結網錄》
- 《中國近代史述叢》
- 《中國古代圖書事業史》
- 《中國近代圖書事業史》
- 《中國地方誌》

### 编校
- 《史記選注》
- 《閱世編》
- 《清嘉錄》

### 隨筆
- 《冷眼熱心》
- 《路與書》
- 《依然集》
- 《楓林唱晚》
- 《邃谷談往》
- 《一葦爭流》
- 《出櫪集》
- 《學不厭集》
- 《且去填詞》
- 《來新夏書話》

## 獲獎
来新夏与其著作曾多次获得国内外奖项，以下列出部分奖项。
- 天津市社科優秀成果二等獎（获奖作品：《近三百年人物年譜知見錄》）
- 日本文部省國際交流基金獎（获奖作品：《中日地方史志比較研究》）
- 天津市社科優秀成果獎榮譽獎（获奖作品：《中日地方史志比較研究》）
- 第三屆中國高校人文社會科學研究優秀成果二等獎（获奖作品：《北洋軍閥史》）
- 美國華人圖書館協會特2002年度「傑出貢獻獎」